# Margaret Truman
Margaret Truman Daniel (ur. 17 lutego 1924 w Independence w Missouri, zm. 29 stycznia 2008 w Chicago w Illinois) – amerykańska śpiewaczka operowa, a następnie pisarka.
Była jedynym dzieckiem Bess i Harry'ego S. Trumana. Urodziła się 17 lutego 1924 jako Mary Margaret Truman. 21 kwietnia 1956 poślubiła reportera Cliftona Daniela (1912–2000), z którym miała czterech synów: 
- Clifton Truman Daniel (ur. 1957)
- William Wallace Daniel (1959–2000)
- Harrison Gates Daniel (ur. 1963)
- Thomas Washington Daniel (ur. 1966)

Margaret Truman napisała kilka książek z zakresu historii Stanów Zjednoczonych (m.in. Pierwsze Damy: Kulisy Białego Domu z 1995), w tym biografie obojga jej rodziców.
Była również autorką powieści kryminalnych np. "Morderstwo w CIA" oraz "Morderstwo w Sądzie Najwyższym".